# Bellova Ves
Bellova Ves (in ungherese Vitény) è un comune della Slovacchia facente parte del distretto di Dunajská Streda, nella regione di Trnava.